# Syskonbädd
Syskonbädd – Novell i tre akter är ett drama från 1931 av Sara Sand, pseudonym för Stina Aronson. Pjäsen, skriven i en expressionistisk modernistisk stil, ställer bland annat frågor om det moderna samhället, vår verklighetsuppfattning och relationen mellan könen. Tillsammans med diktsamlingen Tolv hav och romanen Feberboken brukar Syskonbädd räknas som Aronsons modernistiska produktion.
Syskonbädd hade premiär i mitten av 1930-talet, men föll då inte de flesta kritiker i smaken. Efter att ha legat i glömska i många år sattes dramat upp på nytt spelåret 2008/09, i ett samarbete mellan Riksteatern, Örebro länsteater och Östgötateatern inom ramen för Spetsprojektet. Pjäsen gavs i samband med detta ut på nytt av Rosenlarv Förlag och hyllades då av kritikerna.
Dramats titel, Syskonbädd, åsyftar inte ett incestuöst förhållande, utan istället gränslös, klasslös gemenskap.

## Handling
Syskonbädd består av tre akter. Bakgrundshistorien är att huvudpersonen Harriet har placerats på psykiatrisk anstalt av sin man eftersom hon ställt obekväma och kritiska frågor om verkligheten, det rationella moderna samhället och kvinnorollen.

### Akt I
Pjäsen börjar då Harriet rymt från anstalten och står på en järnvägsstation med väskan i hand. En man sätter sig bredvid Harriet i väntrummet. Mannen är Den sjuke, en rik person som har börjat skänka bort sina pengar och som hör röster i huvudet. Även han har rymt från psykiatrisk anstalt. För att få plats att sitta på bänken ställer Den sjuke ner Harriets väska på golvet, varpå den blir stulen av Tjuven.
När stölden uppdagas kontaktas en konstapel som tar upp en anmälan. Under tiden anländer Harriets och Den sjukes tåg, varpå dessa lämnar Konstapeln och Han. Akten avslutas med att två väktare eftersöker Den sjuke.

### Akt II
När den andra akten börjar har Harriet och Den sjuke tagit in på ett hotell vid havet. Inledningsvis delges läsaren en dialog mellan Fru Strand, föreståndarinna för hotellet, och Harriet, där Harriet beskriver sitt välmående och det lugn hon känner för sin nya boplats.
Under en kväll får Harriet besök av Hugo, en hemlös målare som på grund av obetalda hotellräkningar är eftersökt av polisen. Hugo, som tidigare bodde i Harriets rum, är till en början otrevlig, men blir snart vän med Harriet. De båda bor i samma rum över natten (dock utan att sova i samma säng).
Den andra akten avslutas med att en av Harriets drömsekvenser återges. Sekvensen utspelar sig på järnvägsstationen från första akten och i denna ropas Harriets tåg ut som "tåg till friheten".

### Akt III
Den tredje akten inleds med en dialog mellan Fru Strand och Harriet, där den senare får veta att Hugo blivit gripen av polis tidigare på morgonen. Som en följd av att Harriet huserat Hugo under natten tvingas Harriet att lämna hotellet. Innan så sker hinner dock Han komma på besök för att återbörda den stulna väskan från akt I och för att tala om för Harriet att han är förälskad i henne.
När det uppdagas att Hugo tillbringat natten i rummet utbryter ett gräl mellan Han och Harriet, varpå Han lämnar rummet. Därefter hörs Den sjuke skrika från korridoren utanför att han har blivit fasttagen för att återföras till den psykiatriska anstalt han har rymt ifrån. Harriet meddelar Fru Strand att hon ämnar besöka stranden och att hon kommer att bli borta länge.
När Harriet gett sig av kommer hennes äkta man och dennes moder in på hotellet. Det är här läsaren får veta att det är maken som har satt Harriet på psykiatrisk klinik. Pjäsen avslutas med att maken och värdinnan går ner till vattnet för att leta efter Harriet, men där det är oklart om de finner henne. Pjäsen har alltså ett öppet slut där det inte explicit framgår huruvida Harriet lyckas ta sig vidare eller om hon begår självmord.

## Rollfigurer (urval)
- Harriet – pjäsens protagonist, som i texten benämns "Hon". Harriet ställer sig skeptisk till det moderna samhället och den hustruroll som hon har förpassats till i detta. Som en följd av hennes tankar, idéer och uppfattningar har hennes man satt henne på ett "nervhem", i förhoppning från mannens sida att hon ska återanpassas till samhällets värderingar och bli normal. Genom det samtal Harriet har med Målaren i pjäsens andra akt får läsaren veta att hon är förälskad i Han.
- Han - Harriets gamla förälskelse, som inte vidare namnges i texten. Han är en poet som är på väg att slå igenom för en bredare publik. Genom att han kallar Harriet vid hennes förnamn, utan att de har presenterat sig för varandra, framgår att de båda är bekanta sedan tidigare. En tolkning av dramat implicerar att Han är ett nidporträtt av Aronsons verklige vän, Artur Lundkvist.[2]
- Den sjuke – en psykisk sjuk man som även han rymt från någon form av psykiatrisk klinik. Han är väldigt rik och har börjat skänka bort sina pengar. Genom det signalement som vakterna ger konstapeln i slutet av första akten får läsaren även veta att han är "rätt lång" och blek.[8]
- Fru Strand – hotellets föreståndarinna. Benämns "Värdinnan" i texten.
- Hugo – en inte särskilt framgångsrik konstnär som Harriet träffar och bor tillsammans med på hotellet. Som en följd av obetalda avgifter för kost och logi har Fru Strand polisanmält Hugo. Denne återvänder dock till hotellet för att bo i sitt gamla rum, där Harriet numera bor. Hugo benämns som "Målaren" i texten.
- Den äkta mannen – Harriets make som satt Harriet på psykiatrisk anstalt. Han beskrivs ha ett "korrekt, oläsligt ansikte".[9]

## Teman

### Det patriarkala förtrycket
| ” | Min stackars hustru har nämligen tills för en kort tid sen vårdats på anstalt för en viss psykisk slapphet... ja en allmän desorientering om man så vill. | „ |

Harriet passar inte in i den kvinnoroll som det moderna samhället påbjuder. Hon vill inte vara en hemmafru, hon vägrar acceptera makens syn på verkligheten och, kanske framförallt, hon ställer kritiska frågor om sin tillvaro. Allt detta sammantaget har gjort att maken placerat henne på psykiatrisk anstalt. Harriet finner sig dock inte i sin nya tillvaro utan rymmer från anstalten och frigör sig från maken. Frigörelsen förstärks ytterligare av den drömsekvens som återges i slutet av den andra akten där hennes tåg ropas ut som "tåg till friheten".
Men det är inte bara maken som ställer sig oförstående till Harriets frihetssträvan, även Han och Fru Strand låter sig uppröras av händelsen då Harriet huserar Hugo. De båda stämplar Harriet som en dålig, lösaktig kvinna och tror att hon ljuger då hon talar om att hon endast låtit vännen sova på golvet. Ingen förstår att Harriet endast varit ute efter att ge mannen en syskonbädd, en gränslös solidaritet som inte känner till några könsstrukturer. 

## Metaforer

### Syskonbädd
Ordet syskonbädd har inget med incest att göra, som namnet kan antyda, utan åsyftar istället ett slags gränslös och klasslös gemenskap. Syskonbädden som metafor aktualiseras när Harriet möter den sjuke. Hon menar att de båda är av samma sort. Syskonbädden innebär i detta avseende att dela problem på gott och ont, "att sitta i samma båt".

## Utgåvor
Syskonbädd har getts ut tre gånger. Första upplagan utkom 1931 på Albert Bonniers Förlag och den andra 1949 på Norstedts. I den senare ingick även skådespelet Dockdans. Efter att ha legat i glömska under många år utgavs pjäsen på nytt 2008, denna gången på Rosenlarv förlag.

## Uppsättningar
I förordet till 2008 års utgåva av Syskonbädd framgår att pjäsen satts upp två gånger. Första gången var i mitten av 1930-talet på en "experimentell scen" i Stockholm. Andra gången spelåret 2008/09 i ett samarbete mellan Riksteatern, Örebro länsteater och Östgötateatern.
Hösten 2010, med premiär 8 oktober, sattes pjäsen upp som radioteater. Martina Lowden spelar i denna uppsättning rollen som "författaren" och Rebecka Hemse rollen som Harriet.
Aronson själv arbetade inte aktivt för att hennes pjäser skulle sättas upp på teatrar då hon var rädd för att bli utskrattad.

## Mottagande
Syskonbädd fick blandade recensioner när den kom 1931. I efterordet till 2008 års utgåva skriver Maria Margareta Österholm och Hanna Hellzén Cramér att även om vissa kritiker gillade pjäsen, så var merparten av recensenterna kritiska. Aronson fick utstå onådiga kommentarer som "sinnessjuk syskonbädd" och "sjuk Strindberg och normal Lagerkvist".
När dramat återutgavs 2008 hyllades det av en enig kritikerkår. Sydsvenskans Christine Sarrimo skrev "Lyriskt språk som brinner, genreöverskridande, normbrytande – Stina Aronson är mer intressant text för teaterscen än det mesta som nyproduceras för tiljan idag."
Jenny Andreassons uppsättning från 2008 mottog väldigt goda recensioner.
Radioteateruppsättningen från 2010 mottogs även den väl.

## Intertextuella referenser
- Den väska som Harriet blir bestulen på i pjäsens första akt innehåller ett exemplar av Walt Whitmans Selected Poems.
- En grammofon på hotellet spelar Albert Frederick Marzians Aftonklockor, Arthur Rubinsteins Melodi och Carl Maria von Webers Friskytten.
- Ett porträtt av Martin Luther hänger på väggen i Harriets hotellrum.